# Сокол, Херш
Херш Со́кол (25 октября 1908 — 1943) — польский коммунистический деятель, участник «Красной капеллы».

## Биография
Херш (Герш) Сокол родился 25 октября 1908, Белосток в Царстве Польском. Он был врачом по профессии. Имел польский паспорт № 36399, выданный в Берлине в сентябре 1924 года. Являлся мужем Мириам Сокол, вместе с которой вёл в Бельгии активную коммунистическую деятельность.
В период с 1924 по 1931 год он посещал Бельгию, Францию, Англию и Швейцарию. Одно время выполнял поручения одной южноафроамериканской фирмы. В 1938 году вместе с женой Мириам его выдворили из Бельгии. В 1939 году его, как коммуниста, интернировали французские власти. В 1940 году Херша завербовал Треппер. Гроссфогель обучил его работе с передатчиком.
Позднее радиообмен группы Гроссфогеля шёл через него. В 1942 году он поддерживал отношения с Клодом Спаком, у которого оставил деньги и документы. С апреля по июнь 1942 года был единственным радистом, обеспечивающим связь Треппера с Москвой. 9 июня 1942 года его арестовали в Париже. Несмотря на пытки, Херш никого не выдал.
Доктор Херш и его жена доктор Мириам Сокол были замучены в форте Бреендонк. Вильгельм Флике был свидетелем пыток, которым подвергали Херша и его жену. Гестаповцы, взбешённые его молчанием, натравили на него собаку, которая его растерзала.

## Жена

Жена Сокола Херша, Мириам Рахлина

Жена Херша Сокола, Мириам, урождённая Рахлина, родилась 17 марта 1908 (или 6 октября 1909) г. в городе Быхиток (Царство Польское). Получила учёную степень доктора наук. Прибыла в Бельгию в 1929 году, вышла замуж за Херша Сокола в 1934 году. Вместе с ним принимала активное участие в жизни Бельгийской компартии. Поддерживала контакты с госпожой Спаак, с которой она встречалась в связи с политической деятельностью. Была завербована Леопольдом Треппером. Работе с передатчиком её обучил Лео Гроссфогель. Была арестована немцами в Париже 9 июня 1942 года, затем доставлена в Бельгию, где и была казнена.